# Saint-Laurent-de-Belzagot
Saint-Laurent-de-Belzagot ist eine Ortschaft und eine Commune déléguée in der französischen Gemeinde Montmoreau mit 392 Einwohnern (Stand: 1. Januar 2018) im Département Charente in der Region Nouvelle-Aquitaine. Die Einwohner werden Saint-Laurentais genannt.
Sie wurde am 1. Januar 2017 mit Aignes-et-Puypéroux, Montmoreau-Saint-Cybard, Saint-Amant-de-Montmoreau und Saint-Eutrope zur Commune nouvelle Montmoreau zusammengeschlossen. Die Gemeinde Saint-Laurent-de-Belzagot gehörte zum Arrondissement Angoulême und zum Kanton Tude-et-Lavalette.

## Geographie
Saint-Laurent-de-Belzagot liegt etwa 31 Kilometer südlich von Angoulême.

## Bevölkerungsentwicklung
| Jahr                       | 1962 | 1968 | 1975 | 1982 | 1990 | 1999 | 2006 | 2013 | 2018 |
| Einwohner                  | 308  | 286  | 289  | 290  | 326  | 351  | 358  | 396  | 392  |
| Quellen: Cassini und INSEE |      |      |      |      |      |      |      |      |      |

## Sehenswürdigkeiten
- Kirche Saint-Laurent mit Portal des früheren Priorats

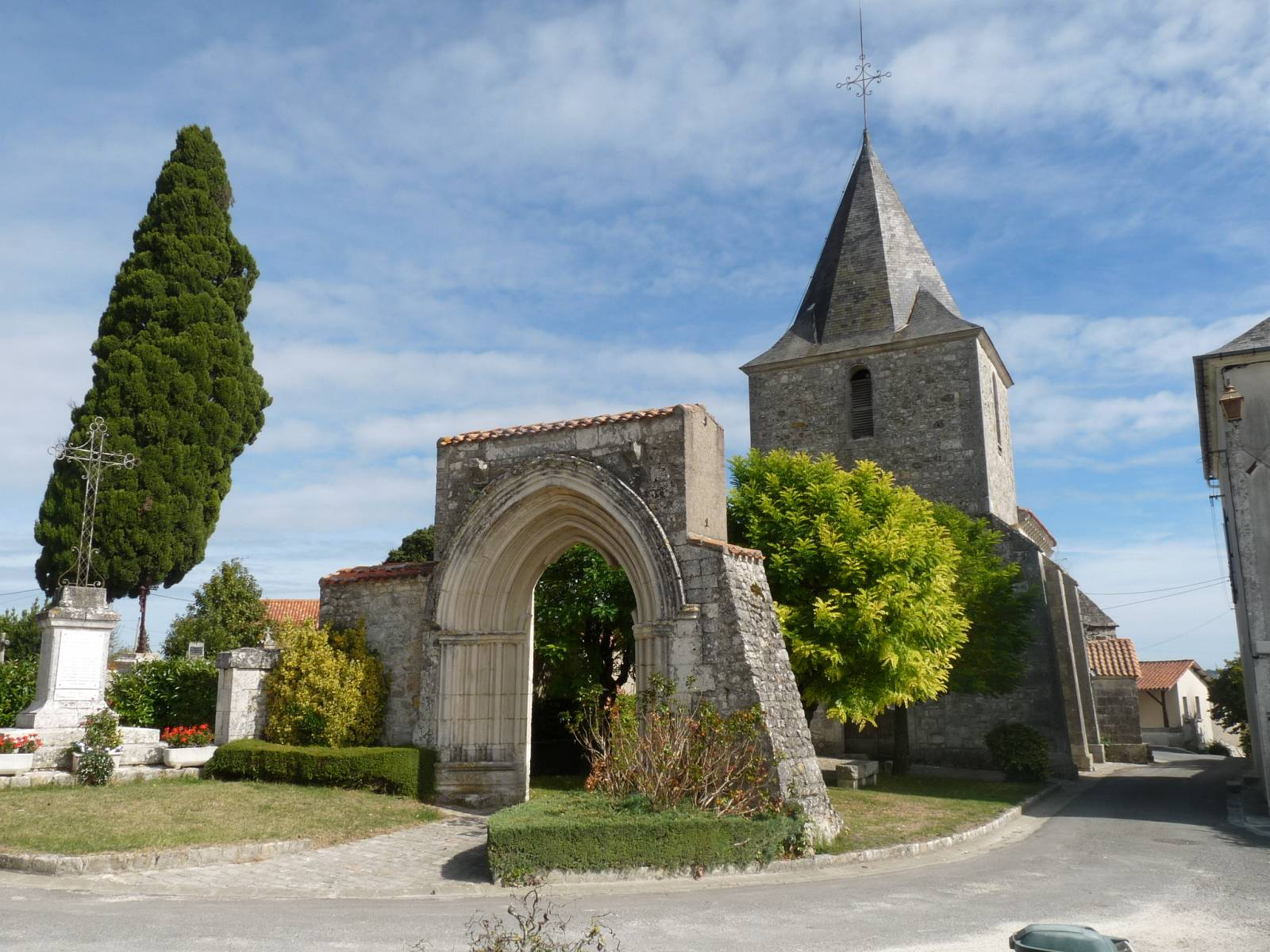
Kirche Saint-Laurent